# Мажит Гафури
Мажи́т Гафури́ (баш. Мәжит Ғафури, тат. Мәҗит Гафури; полное имя — Габдельмажи́т Нургани́евич Гафу́ров (баш. Ғәбделмәжит Нурғәни улы Ғафуров, тат. Габделмәҗит Нургани улы Гафуров); 1880—1934) — башкирский и татарский писатель, фольклорист, драматург, классик советской башкирской и татарской литературы и поэзии.
Народный поэт Башкирской АССР (1923), Герой Труда. Был одним из лидеров демократического направления в татарской литературе и из зачинателей национальной детской литературы.

## Биография

### Происхождение
Родился 8 (20) июля 1880 года в семье хальфы (учителя) из деревни Зилим-Караново Стерлитамакского уезда Уфимской губернии (ныне в Гафурийском районе Башкортостана) пятым ребёнком. Председатель Общественного фонда культуры имени М. Гафури Л. Камаева указывает на татарское происхождение писателя. В то же время согласно родословной, опубликованной в 1960 году в книге Р. Г. Кузеева «Башкирские шежере», Мажит Гафури происходил из башкирского рода кальсер-табын. Однако, в данной родословной, составленной уроженцом села Таишево Гафурийского района Харисом Утягуловым в 1911 году, дед поэта Габдельгафур назван сыном некоего Габделгаффаза, а не Габдельмена, что не соответствует действительности.

Род Габдульмановых берет начало от Габдельмана муллы Габдельхаликова. Жил он в татарской деревне Базиково (Баҗык) Гафурийского района. По мнению краеведа и генеалога Гузель Шарипкуловой, базиковские татары и род Габдульмановых были выходцами из села Копка Кукморского района Татарстана. По шеджере Абдулманова Абдуллы Габделнафиковича (составленный в 1947 г. Абдулмановым Ягъфар Абдулловичем), Габделман в 1774 г. став указным муллой, переехал в Зилим-Каранова.

Сам поэт в своих стихах определял себя как татарина: 

Караңгы бары бетеп, таңнар атар, 

Ни сәбәпле безнең халык гафил ятар? 

Һәрничек гафил яту ярамас дип, 

Шигырь язды Габделмәҗид – ибне татар.

— «Алмашыну», 1905 г.

Милләтем улганга татар, бән дә улдым бер татар;
 
Бергә булгач асыл җенсем, бергә булсын аһы-зар.

...

Асты-өскә кыйлды анлар дөньяның үткән заман, 

Шунларә мәнсүб татармын дип кыйлырмын ифтихар.
— «Милләт мәхәббәте». 1907 г.

### Семья
- Прадед — Габдельмен, дед — Габдельгафур[12].
- Отец — Нургани, учитель, мать — Марзия.
- Братья — Нурислам, Махадий, Ахсан. Сёстры — Суфия и Фатима.
- Супруга — Насырова Зухра Камалетдиновна (1892—1938), родом из Килимова[13].
  - Сыновья — Анвар (1910—1977) и Халит (1919—1935).
    - Внуки — Раиф Анварович Гафури — выпускник МГУ им. М. В. Ломоносова, доктор технических наук, профессор; Халит Анварович Гафури — профессиональный массажист, автор стихов и рассказов для детей[14].

### Образование
Начальное образование получил у отца. Маленький Мажит в течение двух-трёх лет осваивает «программу» сельского мектебе и в одиннадцать лет начинает помогать отцу в обучении детей. Видя большие способности своего сына, Нургани осенью 1893 года устраивает Мажита в медресе соседней деревни Утяшево, мударисом которого с 1889 года был Хабибназар Сатлыков — видный мусульманский просветитель.
Медресе в деревне Утяшево было религиозно-схоластической школой. В декабре 1893 года отец Мажита умер, а весной умерла и мать. Оставшись без родителей, Мажит не бросил учения. В 1896 году уезжает в Уфу для поступления в медресе «Гусмания», однако из-за отсутствия денежных средств не смог поступить и возвращается в родную деревню. С осени 1898 года до весны 1904 года учился в медресе «Расулия» города Троицка у Зайнуллы-ишана.
В свободное от учёбы время работал на приисках золотопромышленников Рамеевых, где знакомится с жизнью старателей. Позже М. Гафури учительствует в казахских степях, занимается сбором образцов народного творчества, проявляет в эти годы интерес и к русской литературе.
В 1904—1906 годах учился в медресе «Мухаммадия» (Казань), а в 1906—1908 годах — в медресе «Галия» (Уфа).

## Творчество

Мажит Гафури (слева) с Хабибуллой Ибрагимовым и Даутом Юлтыем в санатории им. А. П. Чехова в Башкирии. 1933 г.

Первое стихотворение — «Шакирдам ишана» (Ишан шәкертләренә) — было опубликовано в 1902 году на татарском языке.
В 1904 году в Оренбурге вышла его первая книга «Сибирская железная дорога, или положение нации» (Себер тимер юлы яки әхвәле милләт).
Первая русская революция и её последствия меняют мировоззрение М. Гафури. В стихах «Наши дни», «Две птицы», «Богач» (1905—1907) отражается резкое столкновение социальных классов. Глубокие перемены в мировоззрении поэта отчётливо проявляются особенно в стихах «Завещание 1906 года 1907 году» и «Ответ 1907 года».
Занимался сбором и изучением башкирского фольклора. Один из вариантов эпоса «Заятуляк и Сусылу» (тат. Заятуляк берлә Сусылу) было опубликовано М. Гафури в 1910 году.
В апреле 1912 года в Уфе состоялась встреча двух поэтов: Габдуллы Тукая и Мажита Гафури. На смерть Тукая М. Гафури посвятил стих: «Ты не умер, будешь жить в веках».
После Октябрьской революции много усилий прилагает для организации периодической печати автономной Башкирской республики — газет «Наш путь», «Свобода», «Борьба», «Красный путь», «Бедняки Востока», «Урал», «Башкортостан», «Новая деревня».
В годы Гражданской войны основная тема творчества — героизм, революционная самоотверженность.
В 1925 году в свет выходит его драма «Красная звезда» об участии рабочих и крестьян в революционной борьбе. За неё автор удостоен первой премии Башнаркомпроса.
В 1928—1929 годах поэт пишет либретто оперы «Труженик», оказавшее влияние на развитие национальной музыкальной драматургии.
До 1928 года Мажит Гафури работал в газете «Яна Авыл» (до 1924 года — «Башкортостан») корректором, журналистом, писал стихи, прозу, пьесы, публицистику.

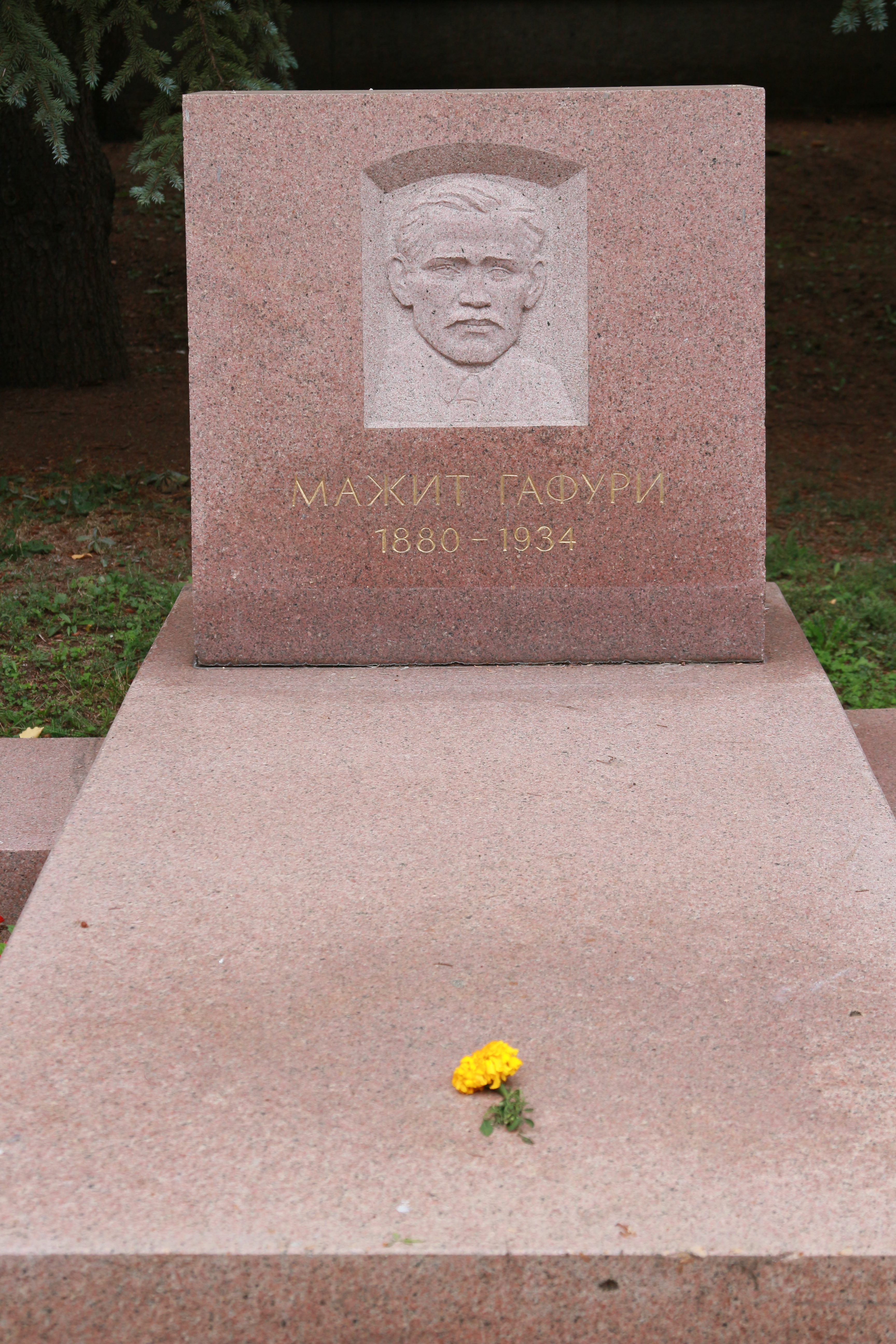
Место захоронения

Умер 28 октября 1934 года. Похоронен в Уфе в ЦПКиО имени А. М. Матросова.

## Библиография

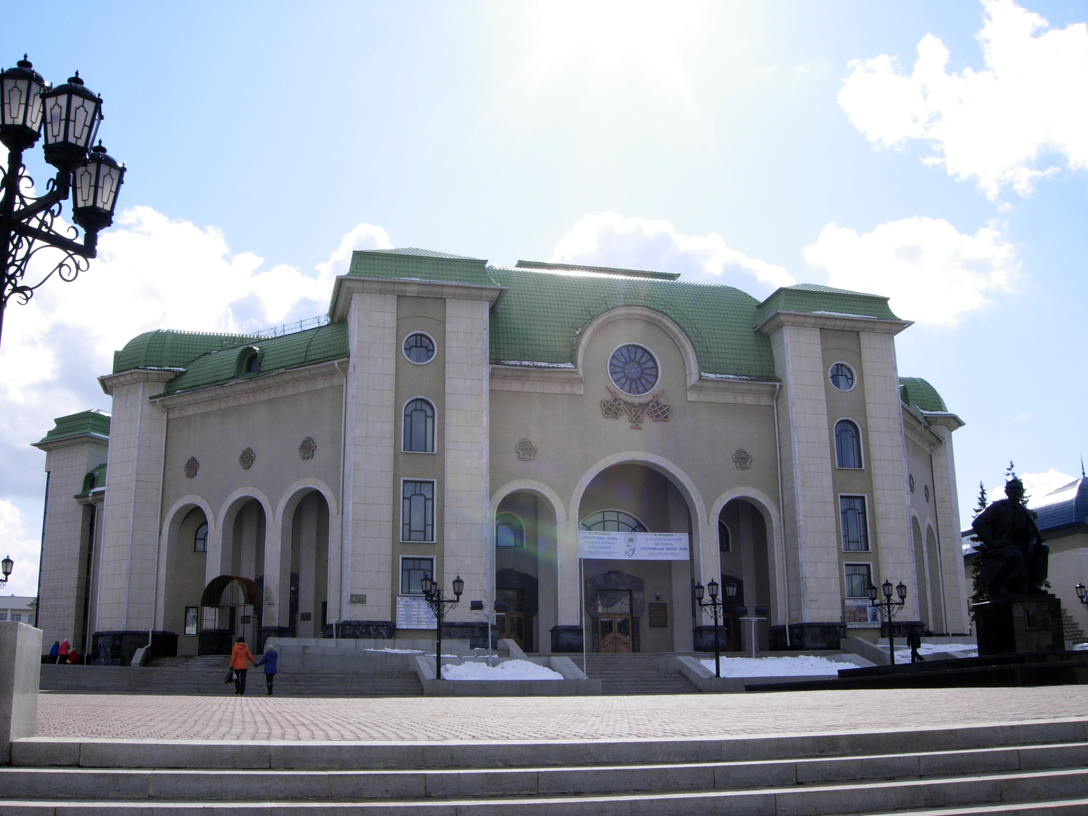
Башкирский академический театр драмы имени Мажита Гафури

### Публикации на башкирском языке
- Красная звезда. Драма. 1925
- На золотых приисках поэта. Повесть Уфа, 1932, 68 стр.
- Черноликие. Повесть. Уфа, 1933, 108 стр.[20]
- Сейчас хорошо, раньше было трудно. Рассказы для детей. Уфа, 1934, 60 стр.
- Избранные произведения. Уфа, 1935, 372 стр.
- Избранные стихи. Уфа, 1940, 290 стр.
- Избранные рассказы. Уфа, 1940, 230 стр.
- Произведения в 6 томах. Уфа, 1 т., 1954, 267 стр., 2 т., 1953, 382 стр., 3 т., 1955, 322 стр., 4 т., 1955, 398 стр., 5 т., 1956, 381 стр., 6 т., 1957, 416 стр.

### Публикации на татарском языке
- Жизнь в бедности. Рассказы. Казань, 1904, 32 стр.
- «Сибирская железная дорога» Стихи. Оренбург, 1904, 15 стр.[21][22]
- Молодая жизнь. Стихи. Казань, 1906, 70 стр.
- Голодный год. Рассказ. Казань, 1906, 42 стр.
- Любовь к нации. Стихи. Казань, 1907, 56 стр.
- Национальные стихи. Казань. 1907, 32 стр.; Уфа, 1908; Уфа, 1909; Уфа, 1911; Казань, 1913; Уфа, 1914.
- Сироты. Рассказ. Казань, 1908, 82 стр.
- Стихи М. Гафури. Казань, 1909, 46 стр.
- Бедняки. Рассказ. Казань, 1909, 112 стр.
- Стихи времени. Уфа, 1909, 24 стр.
- Забытое преступление. Рассказ. Казань, 1909. 52 стр.
- Человек и дьявол. Поэма. Уфа, 1910, 24 стр.
- Заятуляк и Сусылу. Легенда. Уфа, 1910, 24 стр.
- Специальные национальные стихи для девушек. Уфа, 1910; Уфа, 1912; Уфа, 1914.
- Впечатления. Стихи. Уфа, 1940, 40 стр.
- Несчётное богатство. Рассказ. Уфа, 1911, 36 стр.
- Страдание. Стихи. Уфа, 1911; Уфа, 1914.
- Любовные письма. Рассказ. Уфа, 1912, 31 стр.
- Что такое земство? Публицистика. Уфа, 1912, 36 стр.
- Басни. Казань, 1913, 36 стр.
- Части литературы. Рассказы. Уфа, 1914, 43 стр.
- Солдатская вдова Хамида. Рассказ. Уфа, 1917, 60 стр.
- Красное знамя. Стихи. Уфа, 1917, 24 стр.; Казань, 1922, 29 стр.
- «Красный флаг» Уфа, 1917[22][23]
- «Дикий гусь» Рассказ. Уфа, 1920, 24 стр.[22]
- Пылающее сердце. Стихи. Уфа, 1918, 31 стр.
- Золотоволосая. Рассказ. Казань, 1919; Казань, 1921.
- Наёмник. Рассказ. Уфа, 1921; Казань, 1922; Уфа, 1934.
- Рабочий. Поэма. Казань, 1921; Казань, 1922.
- На горах Урала. Рассказ. Казань, 1922.
- В когтях голода. Стихи. Уфа, 1923, 41 стр.; Казань, 1929, 31 стр.
- Красные кисти. Стихи. Москва, 1925, 47 стр.
- Красная звезда. Пьеса. Уфа, 1926, 71 стр.
- Черноликие: Повесть. Казань, 1927, 140 стр.
- Ночная смена. Стихи. Казань, 1927, 40 стр.
- В детстве. Рассказы. Уфа, 1927, 36 стр.
- Сейчас хорошо, раньше было трудно. Рассказ. М., 1927; Уфа. 1934; Казань, 1935.
- Ступени жизни. Повесть. Уфа, 1930, 101 стр.
- Потерянная собака. Рассказ. Казань, 1930, 59 стр.
- На золотых приисках поэта. Повесть. Казань, 1931, 100; Уфа, 1932, 68 стр.
- Избранные произведения М. Гафури. Казань, 1932, 252 стр.
- Стихи. Уфа, 1934, 110 стр.
- Избранные рассказы. Уфа, 1935, 170 стр.
- Избранные произведения. Казань, 1939, 240 стр.
- М. Гафури. Произведения. Казань, 1941, 270 стр.
- Сборник произведений. 4 том. Казань, 1949, 340 стр.
- Избранные произведения. Казань, 1965, 354 стр.

### Публикации на русском языке
- На золотых приисках поэта. Уфа, 1935.
- На золотых приисках поэта. Повесть. Уфа, 1936, 133 стр., 7 000 экз.
- Гафури, Мажит. Труженик [Текст] : Поэма / Маджит Гафури ; Пер. с тат. М. Светлова. — М.: Художественная литература, 1936 (тип. Профиздата). — Обл., 45 с., 1 с. объявл. : заставка; 14х11 см, 3 000 экз.
- Гафури, Мажит. Опозоренные. Одна из миллионов жертв старого быта [Текст] : Повесть / Пер. с тат. Х. Насибуллина. — Уфа : Башгосиздат. Сектор худ. лит-ры, 1938, на переплёте: 1937 (Типография им. Мяги). — 148 с.; 15 см.
- Гафури, Мажит. Стихи [Текст] / В пер. Д. Кедрина и П. Панченко; Предисл. П. Скосырева [Нар. поэт Башкирии Мажит Гафури", с. 3-6]. — М.: Правда, 1940. — 48 с.; 14 см. — (Библиотека «Огонёк» № 67)
- Избранные стихи. Уфа, 1940
- Избранные стихи. Уфа, 1946.
- На золотых приисках поэта. Уфа, 1946
- Стихотворения. Казань, 1947
- Стихотворения. М., «Советский писатель», 1948., 184 с.
- В далёком детстве. Казань, 1948
- Повести. / Пер. А. Борщаговского. М., «Советский писатель», 1952, 375 стр., 30 000 экз.
- Избранные стихотворения. М., Гослитиздат, 1953, 176 стр., 10 000 экз.
- Гафури, Мажит. Рассказы о прошлом [Текст] : [Для сред. школьного возраста] / Пер. с тат. И. Заботин. — Казань : Таткнигоиздат, Ред. юнош.-дет. лит., 1953. — 52 с.; 22 см. , 8 000 экз.
- Опозоренные. Повесть. Казань, 1954
- Гафури, Мажит. Избранное [Текст] : [Проза, стихи] : Пер. с башкир. / [Вступ. статья канд. филол. наук А. Кудашева]. — Уфа : Башкнигоиздат, 1955. — XXIV, 564 с., 1 л. портр.; 21 см, 10 000 экз.
- Повести. М., 1955
- Гафури, Мажит. Ступени жизни [Текст]; [На золотых приисках поэта] : [Повести] / [Пер. с башкир. А. Борщаговского]; [Ил.: Н. Лутохин]. — Москва : Сов. Россия, 1958. — 200 с. : ил.; 21 см. — (Книги о первых годах революции).
- Гафури, Мажит. Наше детство [Текст] : Рассказы : [Для младш. школьного возраста] / Пер. с тат. З. Халитовой; [Ил.: Ж. Булатов]. — Казань : Таткнигоиздат, 1959. — 52 с. : ил.; 22 см. — (Школьная б-ка).
- Повести. Уфа, 1963, 317 стр., 10 000 экз.
- Гафури, Мажит. Дикий гусь [Текст] : Рассказ : [Для дошкольного возраста] / [Перевод с башкир. И. Заботина]; [Ил.: С. Ковалёв]. — [Уфа] : [Башкнигоиздат], [1965]. — 14 с. : ил.; 28 см
- Избранная лирика («Библ-чка башкирской поэзии») редактор-составитель В. А. Трубицын. Предисловие Павло Тычины. Уфа, 1966, 64 стр., 50 000 экз.
- Гафури, Мажит. Я и мой народ [Текст] : [Стихи] : [Пер. с башк.] / [Ред.-сост. В. Трубицын]. — Уфа: Башкнигоиздат, 1969. — 95 с. : ил.; 14 см, 50 000 экз.
- Черноликие. На золотых приисках поэта. Ступени жизни. Повести. Уфа, Башкирское книжное издательство, 1975, 416 стр.
- Гафури, Мажит. Избранное : Стихи. Пер. с башк. / Мажит Гафури; [Сост. В. Ганиев. — М.: Художественная литература, 1980. — 270 с. : 1 л. портр.; 21 см; ISBN В пер. (В пер.) :
- Стихотворения. Уфа, Башкирское книжное издательство, 1980, 127 стр., 10 000 экз.
- Утро свободы: Стихи и поэмы. М.: Советская Россия, 1980, 448 стр., 25 000 экз.
- Гафури, Мажит. Из прошлого : Рассказы. [Для мл. школ. возраста]. Пер. с башк. / Мажит Гафури; [Вступит. статья Г. Рамазанова. — М.: Детская литература, 1980. — 112 с. : ил.; 22 см, 100 000 экз.
- Гафури, Мажит. Повести / Мажит Гафури; Пер. с башк. А. Борщаговского. — М.: Советский писатель, 1981. — 352 с. : ил.; 21 см, 200 000 экз.
- Рассказы. Уфа: Башкирское книжное изд-во, 1984, 128 с., 50 000 экз.
- Избранное. /Сост. Л. М. Камаева, Уфа, Китап, 2008, 320 с.

## Память

### Музеи, памятники

Памятник Гафури в Уфе

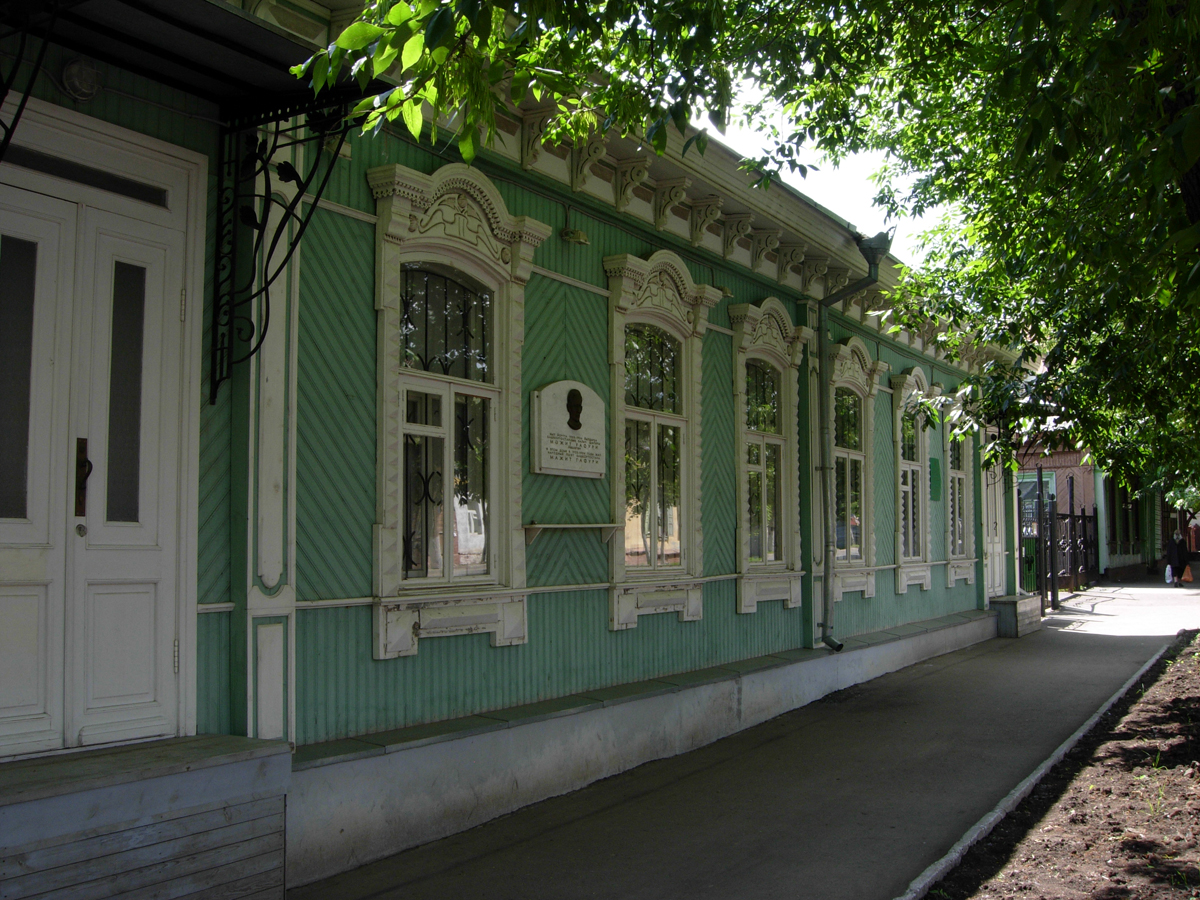
Музей Мажита Гафури в Уфе

- В Уфе имеется мемориальный Дом-музей поэта, находится по ул. Гоголя 28. Дом был подарен Правительством Башкирской АССР поэту в связи с 20-летием творческой деятельности. Здесь Гафури прожил последние 11 лет своей жизни и здесь родились многие его известные произведения.
- Дом-музей на родине народного поэта в Зилим-Каранове.
- Неотъемлемой частью Уфы стал памятник Мажиту Гафури перед зданием театра, скульптура создана народным художником СССР, лауреатом Ленинской премии Львом Кербелем и архитектором Львом Хихлухой.
- В городе Ишимбае в 1967 году открыт бюст Гафури, который в 1974 году заменён на памятник[24].
- В Уфе действует общественный фонд культуры имени Мажита Гафури[25]

### Улицы
Именем Гафури названы улицы в Уфе, Ишимбае, Белорецке, Салавате, Стерлитамаке, Давлеканово, Казани, Кривом Роге, Снежинске и в других городах. Всего в России почти 200 названий улиц (по одному — переулок и проезд) с компонентом Гафури. Они подразделяются на 4 группы:
- Гафури
- Мажита Гафури (полное, торжественное именование).
- Мазита Гафури (их две, все в Татарстане: в Елабуге и Казани. В Казани улица Малая Ямашевская (район Ново-Татарская слобода) переименована в улицу Мазита Гафури.
- М. Гафури (самостоятельный орфографический вариант всех трёх перечисленных единиц, ср. улица Заки Валиди, З.Валиди, Валиди).[26]

### Географические объекты
- Гафури (Буздякский район) — село в Буздякском районе Башкортостана.
- Гафури (платформа) названа по селу Гафури, где находится.
- Гафурийский район. Первоначально носил название Красноусольский, в 1940 году был переименован в Гафурийский в связи с 60-летием писателя Мажита Гафури, родившемся в деревне Зилим-Караново.
- Гафурийский сельсовет — входит в Буздякский район
- Центральный парк культуры и отдыха им. М. Гафури (Уфа).

- сквер имени М. Гафури — в Кумертау
- парк имени Гафури — в Зилим-Каране, родине поэта

### Другие объекты
- Башкирский академический театр драмы имени Мажита Гафури,
- Башкирский птицеводческий комплекс имени Мажита Гафури
- Кинотеатр имени М. Гафури — в селе Красноусольский

## Награды и звания
- Герой Труда (1920-е годы)
- Народный поэт Башкирской АССР (1923)